# Pewag group

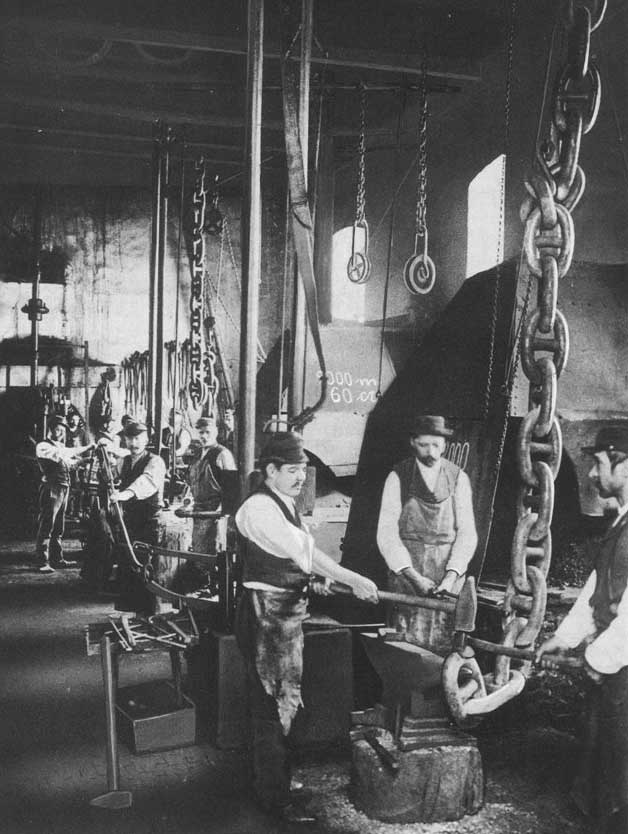
Ankerkettenschmiede mit drei Fallhämmern, wie sie 1878 im Kettenwerk Brückl im Betrieb standen

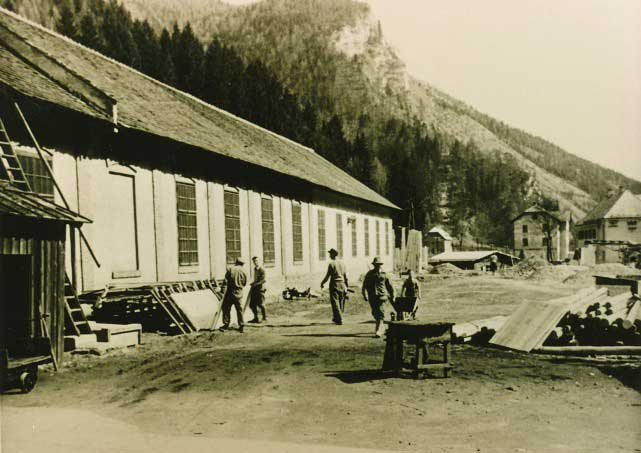
Erster Hallenbau 1955

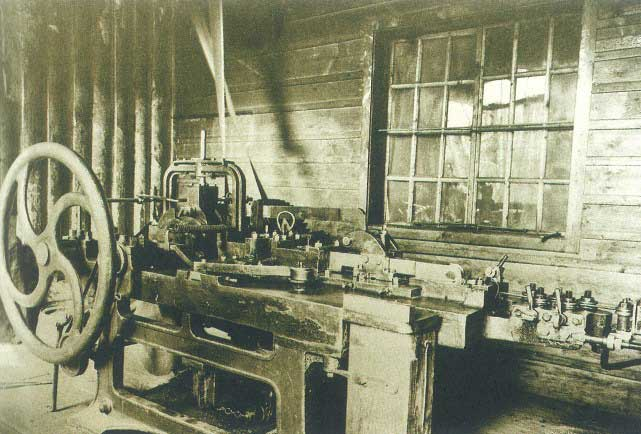
Ketten-Biegmaschine in der Kettenfabrik Hansenhütte 1915

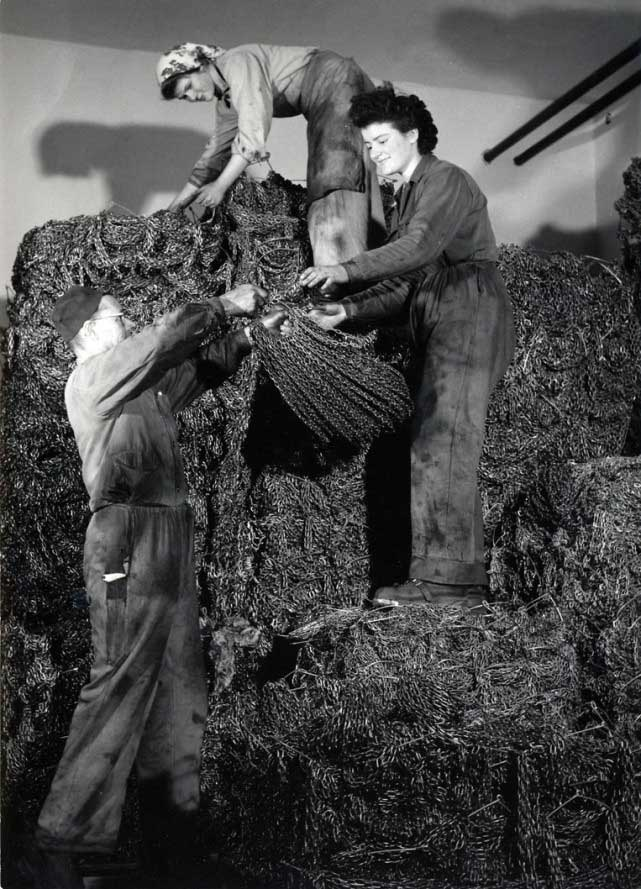
Arbeiter im Kettenlager um 1959

Die pewag group geht zurück auf ein Schmiedewerk in Brückl (in Kärnten, Österreich), das 1479 erstmals urkundlich erwähnt wurde, und entwickelte sich zu einem der weltweit führenden Kettenhersteller. Der Konzern beschäftigt rund 1000 Mitarbeiter in internationalen Standorten.
Im Firmennamen stecken die Familiennamen Pengg und Walenta. Hans Pengg gründete 1885 in Einöd (Steiermark) das Eisenwerk Hansenhütte, die später mit der Firma Walenta, einem ehemaligen Kettenwerk in Graz, zur Pengg-Walenta-KG fusionierte, die zur Aktiengesellschaft PEWAG wurde.

## Geschichte
Das Schmiedewerk in Brückl wurde im Jahre 1479 zum ersten Mal urkundlich erwähnt. Im Jahre 1787 kam es zur Gründung der Kettenschmiede in Kapfenberg und 1803 zur Gründung des Standortes Graz, Körösistraße.

Knapp 30 Jahre später wurde ein Eisengusswerk in Brückl errichtet und es kam zur Produktion der weltweit ersten Schneekette im Jahre 1912. Der Name „pewag“ entstand zirka zehn Jahre später, als die Werke in Graz und Kapfenberg zusammengeschlossen wurden. In den siebziger Jahren kam es schließlich zur Gründung von Vertriebsgesellschaften in Deutschland und in den USA.
1993 wurde die pewag austria GmbH gegründet und ein Jahr später kam es zur Gründung der ersten Tochter in der Tschechischen Republik. 1999 wurde die Weissenfels-Gruppe akquiriert, von der man sich vier Jahre später wieder trennte. 2005 spaltete sich der Konzern in die Schneeketten Beteiligungs AG, welche Schneeketten produziert, und die pewag austria GmbH, welche technische Ketten herstellt. Im Jahre 2009 kam es zur Akquisition der Chaineries Limousines S.A.S.
Die Produktion am Standort Graz, Körösistraße 64a, ehemals am linken oberen Grazer Mühlgang (trockengelegt/zugeschüttet vor 1992) gelegen wurde um 2002 aufgelassen, später völlig verlassen und die Gebäude ab März 2008 abgebrochen. Das Pewag-Areal erstreckte sich östlich der nach Körösi benannten Straße hin bis zur Körnerstraße. 2006 wurde dafür ein Bebauungsplan für vor allem Wohnungen auf einem 10.645 m2 großen Grundstück im Gemeinderat behandelt. Der Wohnbau mit Geschäften im Erdgeschoß wurde im Herbst 2011 fertiggestellt.
In Graz wurde in Folge südlich des Zentrums an der Adresse Gaslaternenweg 4 der Firmensitz errichtet.

## Standorte

### Europa
| - Österreich - Graz (Hauptsitz, 3 Firmen an einem Standort) - Klagenfurt (Hauptsitz) - Kapfenberg (2 Firmen an einem Standort) - Brückl - Deutschland - Unna (3 Firmen an einem Standort) - Frankreich - Échirolles - Italien - Tarvis - Andrian - Kroatien - Zagreb - Niederlande - Hillegom - Polen - Buczkowice | - Portugal - Santo Antão do Tojal - Rumänien - Hermannstadt - Russland - Moskau - Schweden - Emmaboda - Slowakei - Krškany bei Nitra - Tschechien - Vamberk (4 Firmen an einem Standort) - Česká Třebová - Ukraine - Lwiw |

### Nordamerika
- Mexiko
  - Colonia Nápoles, Benito Juárez, Mexiko-Stadt
- Vereinigte Staaten
  - Bolingbrook, Illinois
  - Rocklin, Kalifornien
  - Sparks, Nevada
  - Pueblo, Colorado

### Südamerika
- Brasilien
  - São Paulo
- Kolumbien
  - Medellín

### Asien
- China
  - Fengtai, Peking
- Indien
  - Bangalore
- Kasachstan
  - Almaty

### Afrika
- Südafrika
  - Rivonia, Sandton

### Australien
- Barrack Heights, New South Wales
- Welshpool, Western Australia

## Geschäftsbereiche der pewag group
Der Konzern verfügt über ein umfangreiches Produkt- und Leistungsspektrum, das in sechs Segmente organisiert ist.
Die Produktpalette reicht von Traktionsketten für Reifen über verschiedene technische Ketten bis hin zu Produkten für den Do-it-yourself-Bereich.

### Segment A – Schnee- und Forstketten
Das Segment A deckt den Anwendungsbereich von PKW, Bus, Nutz- und Geländefahrzeugen, Forstmaschinen und Ersatzteilen ab. Auch bei Einsatzfahrzeugen und im Militärbereich werden pewag-Produkte weltweit verwendet.

### Segment B – Hebezeug und Förderketten
Im Bereich der Hebezeug- und Fördertechnik bietet die pewag group eine Vielzahl Kettentypen sowie Serviceleistungen zum Design von Kettentrieben, wie Profilstahlketten oder rostbeständige Ketten für den Einsatz in der Lebensmittel- oder chemischen Industrie.

### Segment C – Do-it-yourself
Dieses Segment enthält Heimwerker- und Land- und Forstwirtschaftsprodukte, wie Werksnormketten, Kabelketten, Drähte und Seile, Nägel und Viehketten.

### Segment D – Antriebsketten und Engineering
Die unterschiedlichen Produkte und Dienstleistungen der pewag group im Bereich Antriebstechnik besitzen ein breites Anwendungsspektrum im Maschinen- und Anlagenbau. Dazu zählen Gelenkketten, Kettenräder und -radscheiben, Stirnräder, Zahnstangen, Kegelräder, Rosta-Kettenspanner, Kupplungen, Rutschnaben, Zahnriemen und Scheiben, Spannsätze und andere Komponenten.

### Segment F – Anschlagmittel und Zurrketten
Segment F enthält Produkte und Serviceleistungen zum Heben, Bewegen und Sichern von Gütern.

### Segment G – Reifenschutzketten
Zu Produkten dieses Segments zählen Reifenschutzketten für den Tagebau, Berg- und Tunnelbau, Steinbruch, Schlacken- und Schrotthandling und Traktion.

## Sponsoring
Die pewag group tritt bereits seit Jahrzehnten als Sponsor im Sportbereich in Erscheinung. So war die Unternehmensgruppe unter anderem von 1994 bis 1998 Hauptsponsor des Kapfenberger Eishockeyclubs und war auch danach in den 2000er Jahren weiterhin einer der größeren Sponsoren des Klubs, der im Laufe der Jahre immer wieder neu gegründet wurde. In späteren Jahren konzentrierte man sich bei Sponsoring vermehrt auf den Triathlonbereich. So wurde unter anderem Ende 2012 die Sportler-Community pewag racing team gegründet, die in der Saison 2013 mit fünf österreichischen Profiathleten und 27 Elitesportlern erstmals auf nationaler und internationaler Ebene an den Start ging. Heute (Stand: 2019) gilt die Gruppe als einer der größten Sponsoren in der österreichischen Triathlonszene. Im November 2018 wurde vermeldet, dass pewag zumindest für die Jahre 2019, 2020 und 2021 ein Sponsor von IronKids, einer der größten Veranstaltungen im Triathlonnachwuchsbereich, wird. 2019 war die Unternehmensgruppe Sponsorpartner der Mountain Attack, einem seit 1999 ausgetragenen österreichischen Rennwettbewerb im Skibergsteigen bei Saalbach. Bereits in den Jahren davor trat die Gruppe immer wieder als Sponsor dieser Veranstaltung in Erscheinung. Außerdem ist die Gruppe ein Sponsor der österreichischen Skimarathonteams.

### pewag racing team
Das pewag racing team ist eine Sportler-Community im professionellen Triathlon-Ausdauersport.

Bekannte Mitglieder waren oder sind beispielsweise der achtfache Sieger des Ironman Austria, Europameister von 2012 und langjährige Weltrekordhalter auf der Ironman-Distanz Marino Vanhoenacker, der Deutsche Stefan Schmid sowie der Tiroler Thomas Steger.
Mitglieder des Profi-Teams:
- Corinne Abraham
- Teresa Adam (seit 2019)
- Christian Birngruber
- Fraser Cartmell
- Jérémy Jurkiewicz
- Vincent Rieß
- Thomas Steger
- Stefan Schmid
- Michael Van Cleven
- Marino Vanhoenacker (2013–2018)
- Beatrice Weiss